# Costel Busuioc
Costel Busuioc (n. 21 octombrie 1974, Goruni, comuna Tomești, județul Iași) este un tenor român. Iubitor al muzicii de operă și cântăreț fără studii de specialitate, Busuioc a încercat în mai multe rânduri, fără succes, să își facă intrarea în lumea operei. Pentru a-și întreține familia, s-a angajat ca muncitor în Spania, unde a participat la concursul muzical Hijos de Babel (span „fiii Babilonului”), emisiune dedicată emigranților stabiliți pe pământ spaniol. La începutul anului 2008, în noaptea de 12 spre 13 martie a fost anunțat drept câștigător. Rezultatul a implicat încheierea unui contract între Busuioc și casa de discuri Sony BMG, astazi Sony Music Entertainment.

## Biografie

### Anii copilăriei
Costel Busuioc s-a născut în satul Goruni, județul Iași, ca al doilea fiu al lui Constantin și Georgetei; alături de el, soții Busuioc au dat naștere altor unsprezece copii, dintre care cel mai mic va promova liceul abia în 2010. Tatăl a fost vreme de mulți ani șofer de TIR. Condițiile în care Costel și-a petrecut copilăria au fost dificile, atât din pricina veniturilor modeste ale casei, cât și din cauza izolării localității (care ducea lipsă de curent electric și apă potabilă). La vârsta de 14 ani, fuge de acasă; împrejurările îl forțează să renunțe la studii, limitându-se la promovarea ciclului gimnazial (opt clase). Deși a încercat să urmeze liceul, traiul pe cont propriu l-a determinat să întrerupă studiile la scurt timp.
Busuioc va rămâne pentru mai mulți ani în satul Reea, jud. Hunedoara. Aici găsește un adăpost prin ajutorul asociației misionare „Oastea Domnului”; astfel îi cunoaște pe soții Nelu și Dorina Murg, care îl vor lua ca ajutor în gospodărie în primăvara lui 1992. Tânărul devine păstor la oile familiei adoptive, iar doi ani mai târziu va depune legământul de apartenență la „Oastea Domnului”.

### Vârsta matură
La începutul lui 1998, Busuioc o cunoaște pe Daniela, cu care se va căsători în luna mai a aceluiași an, în Maramureș. Se vor stabili în localitatea Ghilad (jud. Timiș). Cei doi au împreună patru copii: Tabita, Daniel, Sara și Rebecca. Busuioc are mai multe slujbe, părăsind lucrul la o firmă de curățenie afiliată Căilor Ferate Române din Timișoara (unde lucra sub amenințarea îmbolnăvirii de cancer) în momentul în care este invitat să fie cantor la capela spitalului de bătrâni din orașul Ciacova și să lucreze la școala de maseuri de acolo. În speranța de a îndrepta starea materială proastă a familiei, va pleca în 2006 în Spania, unde este angajat în construcții (zidărie). Familia rămasă în țară locuiește în continuare în Ghilad, alături de o bătrână în vârstă de 80 de ani, Maria Tufaru.

## Pasiunea pentru muzică
Constantin Busuioc povestește despre atracția manifestată de Costel pentru operă încă din copilărie.

## Participarea în concursul «Hijos de Babel»

### Piese interpretate
În tabelul ce urmează este prezentată evoluția lui Busuioc de-a lungul concursului. Datele au fost obținute din arhivele publicate pe Internet.
| Ediția | Data desfășurării | Titlul piesei                                 | Numele compozitorului | Rezultat                            | Legătură vizionare |
| ------ | ----------------- | --------------------------------------------- | --------------------- | ----------------------------------- | ------------------ |
| 1      | 25 ianuarie 2008  | Nessun dorma (din opera Turandot)             | Giacomo Puccini       | calificat (în următoarea etapă)     |                    |
| 2      | 30 ianuarie 2008  | Caruso                                        | Lucio Dalla           | calificat                           |                    |
| 3      | 6 februarie 2008  | Granada                                       | Agustín Lara          | calificat                           |                    |
| 4      | 14 februarie 2008 | Con te partirò (Time to Say Goodbye)          | Francesco Sartori     | calificat                           |                    |
| 5      | 21 februarie 2008 | 'O sole mio                                   | Eduardo di Capua      | calificat                           |                    |
| 6      | 28 februarie 2008 | Ave Maria                                     | Franz Schubert        | calificat                           |                    |
| 7      | 6 martie 2008     | La donna è mobile (din opera Rigoletto)       | Giuseppe Verdi        | calificat                           |                    |
| finala | 13 martie 2008    | Libiamo ne' lieti calici (din opera Traviata) | Giuseppe Verdi        | calificat (în proba de departajare) |                    |
| finala | 13 martie 2008    | Nessun dorma                                  | Giacomo Puccini       | câștigătorul concursului            |                    |

## Citate

### Despre Costel Busuioc
| „Am știut că va câștiga de când l-am auzit cântând la primul casting. Atunci, ceilalți doi membri ai juriului au avut îndoieli în privința lui, însă m-au ascultat. Pe mine m-a convins în primul rând atitudinea lui pozitivă: e o persoană cu o mare dorință de a munci și de a învăța. Iar vocea lui este impresionantă. [...] Eu vreau, în primul rând, să-l pun pe Costel la învățat. Dacă vrea să facă din asta o meserie pentru toată viața, atunci trebuie să o facă așa cum trebuie. Numai educația îți asigură un viitor.”—José Ramón Florez, membru al juriului concursului Hijos de Babel „Are o voce fenomenală, mare, calitativă, e foarte dotat de la natură. Culoare, timbru frumos, își conduce bine vocea, cântă foarte legat. E ca un poet care scrie din inspirație. Are mai multă voce decât Bocelli [...] Ca stil, se apropie de genul clasic, aduce cu Placido Domingo.”— Eleonora Enăchescu, șefa catedrei de canto a UNMB „E un fenomen. Noi avem tenori la Operă care cântă mai slab decât el.”—Horia Moculescu | „Pentru operă, dacă avea maxim 25 de ani, puteam să ne gândim ce să facem cu el. La vârsta asta, este foarte greu pentru un cântăreț de operă să o ia de la zero. Un cântăreț de operă trebuie să știe foarte multe lucruri, pe care Costel cu greu le-ar mai învăța.”—Virgil Ianțu „Omul are talent nativ excepțional, o calitate a vocii excepțională, dar, din punct de vedere al cunoștințelor muzicale este totuși la un nivel foarte de început. [...] Și-a ales un gen muzical deloc simplu. A cânta operă, canțonete, arii de operă presupune un nivel de studiu aprofundat. Vreau să vă spun că și Pavarotti a început tot așa, la nivel de diletant. Nu avea școală, dar s-a școlit, iar Pavarotti a ajuns unde a fost după ce s-a școlit foarte bine.”—Adrian Iorgulescu, ministru al culturii „Seara de ieri (finala concursului – n.r.) mi-a adus aminte de serile petrecute la televizor, urmărindu-i pe Nadia sau pe Ilie, sau naționala de fotbal (în vremurile bune), participând, chiar ca spectator, la competiție. Costel ne-a oferit un test pentru a vedea dacă încă mai suntem în stare să ne bucurăm împreună. Cred că l-am trecut. Și ăsta e un lucru bun. Mulțumim, Costel.”—Adrian Năstase |

### Costel Busuioc despre

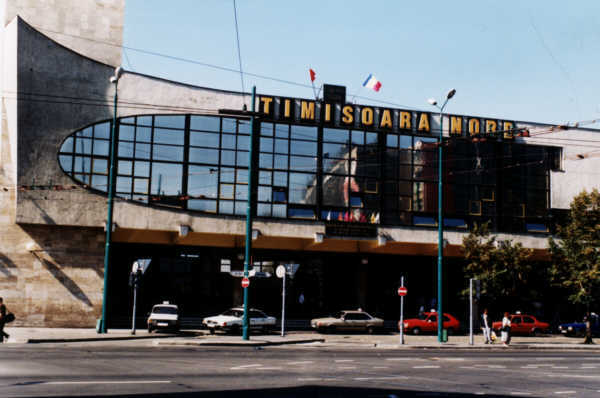
Gara „Timișoara Nord”, unde Busuioc lucra ca angajat al unei firme de curățenie.

- Programul de lucru

„Am reușit să fac trei ani de canto [...] Mergeam la orele de canto și făceam zece minute. În zece minute nu poți învăța mai nimic, dar așa era situația. Condițiile mele erau foarte grele. Eu lucram la C.F.R., ma trezeam dimineața la 3, ajungeam la 10 seara acasă. Ce puteam să mai fac? Eram obosit, nu puteam să fac mare lucru.”
„(Despre programul de lucru la concursul «Hijos de Babel» – n.r.) Mâncăm dimineața, [...] până la ora 3 studiem, cântăm. După aceea, servim masa de la 3 și avem o pauză de o oră. După aia studiem, studiem până pe la vreo 12 noaptea!”
- Proiectele sale

„Vreau să fac în România o școală biblică: nu una de călugări sau de maici, ci pentru redirecționarea tinerilor ortodocși. Și aș vrea să fac o tabără, unde să meargă toată vara copiii săraci, fără să plătească un ban. Asta pentru că vreau să le ofer ceea ce nu am avut eu. Când eram copil, mă uitam după autocarul care îi ducea pe colegii mei în tabere și în excursii, iar eu râmăneam acasă. Nu am să uit niciodată asta.”